# Eileen Gwladys Butler
Lady Eileen Gwladys Butler, duchessa di Sutherland (3 novembre 1891 – 24 agosto 1943), è stata una nobildonna inglese.

## Biografia
Era la figlia di Charles Butler, VII conte di Lanesborough, e di sua moglie, Dorothea Gwladys Tombe.

## Matrimonio
Sposò, l'11 aprile 1912, George Leveson-Gower, V duca di Sutherland, che succedette al padre nel 913, dopo di che Eileen divenne duchessa di Sutherland. Non ebbero figli.
Durante la prima guerra mondiale, fu una infermiera della Croce Rossa.
Ricoprì la carica di Mistress of the Robes della regina Mary (1916-1921).